# ماريا أليخاندرا لوبيز
ماريا أليخاندرا لوبيز بيريز (من مواليد 2 سبتمبر 1994) عارضة أزياء كولومبية وحاملة لقب ملكة جمال، توجت بعدة ألقاب ملكة جمال آخرها لقب ملكة جمال كولومبيا الكبرى 2023. مثلت بلدها في مسابقة ملكة جمال الدولية الكبرى 2023 في مدينة هوشي منه في فيتنام وحصلت على الوصيفة الثانية خلف الوصيفة الأولى المينمارية ني ني لين إين. سبق أن مثلت مقاطعة ريزارالدا في مسابقة ملكة جمال كولومبيا 2013، حيث حصلت على لقب الأميرة الوطنية الأولى، كما توج بلقب ملكة جمال كولومبيا العالمية 2015 ما منحها الحق في تمثيل بلدها في مسابقة ملكة جمال العالم 2015.

## نشأتها
ولدت ماريا في بيريرا، ريزارالدا ، كولومبيا عام 1994، عاشت طفولتها عدة سنوات في تامبا، فلوريدا. درست الهندسة الصناعية في جامعة سيرجيو أربوليدا في بوغوتا، تتحدث ثلاث لغات هي الإسبانية والإنجليزية والفرنسية. مغرمة بالرياضيات وموسيقى المغني وكاتب الأغاني الكولومبي شاكيرا وجو أرويو. كانت والدتها أيضًا حاملة لقب ملكة جمال على نطاق المحلي في ريزارالدا عام 1990.

## مسابقات الجمال

### ملكة جمال كولومبيا 2013
مثلت لوبيز مقاطعة ريزارالدا في مسابقة ملكة جمال كولومبيا 2013. خلال التحديات التي سبقت الليلة الأخيرة، حصلت على تقدير يسمى "جولي فيس"، والذي تم منحه في ذلك الوقت للمرأة ذات الوجه الأكثر جاذبية في العالم. الاجابة. في أمسية الانتخابات والتتويج، حصلت على 9.6 في ثوب الحفلة و9.8 في ملابس السباحة، مما جعلها ضمن المراكز الخمسة الأولى في المسابقة. وأخيراً، حصلت على المركز الثالث، مما جعلها الأميرة الأولى. وكانت الفائزة في هذه النسخة هي بولينا فيغا من أتلانتيكو، والتي أصبحت فيما بعد ملكة جمال الكون 2014.

### الملكة الأمريكية من أصل اسباني 2013
وفي نهاية عام 2013، سافر لوبيز إلى بوليفيا للتنافس على لقب رينا هيسبانوأمريكانا 2013، إلى جانب 22 مرشحًا من عدة دول ناطقة بالإسبانية. أثناء التركيز، فازت بمسابقات أفضل شعر وأفضل شخصية. في 12 ديسمبر، يوم التتويج، أصبحت الفائزة الكولومبية الثالثة في مسابقة ملكة الجمال هذه.

### ملكة جمال كولومبيا العالمية 2015
مثلت لوبيز منطقتها ريزارالدا في مسابقة ملكة جمال كولومبيا العالمية 2015، التي أقيمت في 5 سبتمبر 2015 في مدينة بوغوتا. أكسبها أدائها الأولي بعض الجوائز المهمة، مثل ملكة جمال الصداقة، وأفضل وجه، وأفضل ابتسامة، وأفضل شعر، وأجمل عيون، وعرابة الحرس الرئاسي. في نهاية الحدث منحت ريزارالدا التاج الثاني في تاريخ ملكة جمال كولومبيا العالمية وبدأت عملية تحضيرتها للمشاركة في مسابقة ملكة جمال العالم لذلك العام.

### ملكة جمال العالم 2015
في 19 ديسمبر 2015، في مدينة سانيا بالصين، شاركت ماريا لوبيز في مسابقة ملكة جمال العالم 2015، مع حوالي 113 مرشحة من عدة دول وأقاليم ذاتية الحكم، لكن لم يكتب لها النجاح ولم تتأهل من بين المتأهلين إلى الدور نصف النهائي.

### ملكة جمال الكون كولومبيا 2021
مثلت ماريا لوبيز ريزارالدا في مسابقة ملكة جمال الكون كولومبيا 2021، وفي نهاية ليلة التتويج، حصلت على مركز الوصيفة الأولى للفائزة النهائية فاليريا أيوس من قرطاجنة.

### ملكة جمال كولومبيا الكبرى 2023
تم تعيين ماريا رسميًا لتمثيل إيخي كافيتيرو في مسابقة ملكة جمال كولومبيا الكبرى 2023، التي أقيمت في 18 يونيو من نفس العام في مدينة بوغوتا. سمح لها أدائها الأولي بالفوز بجائزة أفضل بشرة. وفي نهاية الحدث، قامت بتسليم التاج الأول لمنطقة إيخي كافيتيرو في تاريخ ملكة جمال كولومبيا الكبرى، لتبدأ عملية التحضير بهدف المسابقة الدولية.

### ملكة جمال الدولية الكبرى 2023
بصفتها ملكة جمال كولومبيا الكبرى 2023، مثلت بلدها في مسابقة ملكة جمال الدولية الكبرى 2023 التي أقيمت في هوشي منه، فيتنام. في النهاية المسابقة حصلت على مركز الوصيفة الثانية.

## روابط خارجية
- ماريا أليخاندرا لوبيز على إنستغرام